# Onciale 073
- Papyrus
- Onciale
- Minuscules
- Lectionnaire

Le Codex 073, porte le numéro de référence  073 (Gregory-Aland), ε 7 (Soden), est un manuscrit de vélin du Nouveau Testament en écriture grecque onciale.

## Description
Le codex se compose de une folio. Il est écrit en une colonne, dont 34 lignes par colonne. Les dimensions du manuscrit sont 28 cm x 23 cm. Les paléographes datent ce manuscrit du VIe siècle). Le codex fut divisé en deux parties : codex 073 et codex 084 (ε 24 — Soden). 
Contenu
Les[Quoi ?] est un manuscrit contenant le fragment du texte du Évangile selon Matthieu 14,28-31. Le codex 084 contenant Matthieu 14:19-27; 15:2-8. 
Texte
Le texte du codex représenté type alexandrin. Kurt Aland le classe en Catégorie II. 
Lieu de conservation
Le codex fut divisé en deux parties : 073 et 084. 
Le codex 073 est actuellement conservé à la Sinaï (Sinai Harris 7), le codex 084 est conservé à la Bibliothèque nationale russe (Gr. 277, 1 f.) à Saint-Pétersbourg,.